# アクセルワン
株式会社アクセルワン（英: AXLONE）は、日本の声優事務所。日本声優事業社協議会会員。
付属養成所として、アクセルゼロがある。

## 歴史
声優の森川智之がアーツビジョンから独立し2011年4月に設立。
事務所名は、代表取締役の森川が飼っていた犬（2009年に永眠）の名前に由来する。

## 所属声優

### 男性
- 黒田崇矢
- 寺島拓篤
- 日野聡
- 森川智之（代表取締役）

### 女性
- 沖佳苗
- 折笠愛
- 後藤邑子
- 佐藤聡美
- 三瓶由布子
- 真堂圭
- 東條加那子
- 友永朱音
- 中村千絵
- 水瀬いのり

### ジュニア所属声優

#### 男性（ジュニア所属）
- 君嶋哲
- 島田高虎
- 木村大樹
- 葉山翔太
- 廣瀬武央
- 福原かつみ
- 松村圭人
- 峰晃弘
- 渡井奏斗

#### 女性（ジュニア所属）
- アナンド雪
- 安藤ゆりあ
- 織田亜希
- 篠宮あすか
- 須川晶紀
- 高宮彩織
- 田中メイ
- 珠木のぞみ
- 夏目あり沙
- 七瀬彩夏
- 深川芹亜
- 藤宮るり
- 宮本佳那子

### 準所属声優

#### 男性（準所属）
- 猪山翔志
- 大城拓海
- 要涼太
- 神里愛士
- 佐々木陽大
- 千葉航平
- 中嶋優貴
- 西澤遼

#### 女性（準所属）
- 秋吉優衣
- 朝日奈佳音
- 浅見きょうか
- 宇佐見奈央
- 小田杏樹
- 小野木優花
- 北野らいか
- 城戸智晶
- 嶋野花
- 新川奈々
- 白沢あすみ
- 高山陽菜乃
- 友原ちひろ
- 長澤水萌
- 成瀬ときわ
- 野々宮彩恵
- 野本くるみ
- 坂東明香里
- 日向未南
- 古宮和華
- 松坂美穂
- 真中琴与
- 望田千裕
- 谷城舞帆
- 柚月優奈
- 流麦

### 業務提携
- ヤシバトシヒロ（声のみ）

## かつて所属していた声優

### 男性
- 工藤雅久
- 杉山紀彰（現所属：ステイラック）
- 立花慎之介（現所属：BLACK SHIP代表取締役[1]）
- 福山潤（現所属：BLACK SHIP代表取締役[1]）
- 真木駿一（フリー）
- 水島大宙（フリー）
- 弓原健史

### 女性
- 伊波奈々（退所後引退）
- 内野明音
- 小清水亜美（現所属：オフィス リスタート）
- 白川愛実
- 田中奏多（現所属：ケンユウオフィス）
- 長野せりな
- 林沙織（引退[注 1]）

## アクセルゼロ
2011年4月に開所した2年制の声優養成所。1年目を基礎クラス、2年目を研究クラスとしており、進級するためには進級審査に合格する必要がある。卒業前に行われる選抜審査に合格すると他の声優事務所のジュニア所属に相当する選抜クラスに所属することとなり、その後プロダクション所属審査を経て、事務所に採用される。実質的な開所は2012年度からであり、2011年度の生徒は選抜クラス0期生となっている。

## ラジオ
- アクセル★ワンだぁ!!（パーソナリティー：森川智之）（文化放送、超!A&G+：2012年4月8日 - 2013年10月6日[2]）より、翌週月曜日アニメイトTV：2012年4月16日 - 2013年10月15日）[3]
  - 事務所所属の声優を紹介する番組で、当初は1年間の放送予定だったが、半年延長された。

### DVD
- DVD「アクセル★ワンだぁ!!」〜家族で秋の遠足〜（2012年11月21日）出演者：森川智之、福山潤、日野聡、真堂圭、三瓶由布子

## アクセルワンから独立した声優事務所
- BLACK SHIP（2018年）